# Skywalkers: A Love Story
Skywalkers: A Love Story är en amerikansk dokumentärfilm som hade premiär på strömningstjänsten Netflix den 19 juli 2024. Filmen är regisserad av Jeff Zimbalist och Maria Bukhonina, efter ett manus skrivet av Zimbalist.

## Handling
Filmen kretsar kring två extremsportare som testar gränserna för sin kärlek och tillit genom att klättra upp för en av världens högsta byggnader tillsammans.

## Medverkande (i urval)
- Angela Nikolau
- Ivan Beerkus